# The Class - Amici per sempre
The Class - Amici per sempre (The Class) è una serie televisiva statunitense andata in onda per diciannove episodi dal 18 settembre 2006 al 5 marzo 2007 sul canale televisivo CBS.
The Class ha vinto il trentatreesimo People's Choice Award nella categoria Nuova serie TV commedia, battendo le altre due nominate 30 Rock e Til Death - Per tutta la vita. Ciò nonostante The Class è stata l'unica delle tre serie a non essere stata rinnovata per una seconda stagione.
In Italia è andata in onda su Rai 2 dal 13 giugno al 20 settembre 2009.

## Trama
La storia di The Class ruota intorno ad un gruppo di otto ventottenni, tutti facenti parte della stessa classe elementare venti anni prima. Uno di loro organizza una rimpatriata per festeggiare il giorno in cui ha conosciuto la sua fidanzata. La ragazza tuttavia, soffocata dalle eccessive attenzioni del fidanzato lo lascia durante la festa, mentre gli altri partecipanti si confrontano l'uno con l'altro per valutare la propria vita negli ultimi venti anni. Sarà il punto di partenza per ognuno degli otto protagonisti di riallacciare relazioni credute perdute e dare una svolta alla propria esistenza. Oltre alle vite degli otto personaggi principali, la serie segue le vicende di molti altri personaggi che ruotano intorno a loro.

## Personaggi
| Personaggio      | Attore               | Doppiatore         |
| ---------------- | -------------------- | ------------------ |
| Ethan Haas       | Jason Ritter         | Roberto Certomà    |
| Kat Warbler      | Lizzy Caplan         | Ilaria Giorgino    |
| Lina Warbler     | Heather Goldenhersh  | Maura Cenciarelli  |
| Richie Velch     | Jesse Tyler Ferguson | Gianluca Crisafi   |
| Nicole Allen     | Andrea Anders        | Silvia Tognoloni   |
| Duncan Carmello  | Jon Bernthal         | Alberto Caneva     |
| Kyle Lendo       | Sean Maguire         | Alessandro Rigotti |
| Holly Ellenbogen | Lucy Punch           | Chiara Colizzi     |

## Episodi
| Stagione       | Episodi | Prima TV originale | Prima TV Italia |
| -------------- | ------- | ------------------ | --------------- |
| Prima stagione | 19      | 2006-2007          | 2009            |